# Перевал (телесериал)
Перевал (нем. Der Pass, англ. Pagan Peak) — австрийско-немецкий сериал в жанре детективной драмы режиссёра Сирила Босса и Филиппа Штеннерта. Третий оригинальный проект Sky Deutschland после Вавилона-Берлин и Подводной лодки. Сценаристы были вдохновлены датско-шведским сериалом «Мост». Сериал состоит из трех сезонов из 8 частей, которые выходили с 2019 по 2023 год.

## Сюжет

### Первый сезон
На горном перевале найдено тело, лежащее в причудливой позе у пограничного камня на немецко-австрийской границе. Немецкая полиция направляет в Берхтесгаден молодую комиссаршу Элли Стокер, австрийская — умудрённого опытом Гедеона Винтера. Вскоре после этого обнаруживаются другие тела, и становится ясно, что в регионе работает серийный убийца. Он оставляет сообщения о наступлении красного сезона и изображает себя Крампусом, который должен наказать общество за грехи.

## В ролях
- Юлия Йенч — Элли Стокер,
- Николас Офчарек — Гедеон Винтер,
- Франц Хартвиг — Грегор Ансбах (1-й сезон),
- Доминик Маркус Зингер — Александр «Ксанди» Гёссен (2 сезон)
- Кристоф Лузер — Вольфганг Гёссен (2 сезон)
- Фредерик Линкеман — Андреас Хаас (3 сезон)
- Виктория Мэйер — Надин Хофер (3 сезон)
- Сузи Штах — Хоф Виртин (1-2-3 сезон)

## Производство
Съемки первого сезона проходили в Германии и Австрии с ноября 2017 года по апрель 2018 года в Бад-Гастайне, Берхтесгадене, Граце, Зёккинге, Вене и озере Грундльзе в Шпортгастайне.
Продюсером сериала была немецкая Wiedemann & Berg Filmproduktion, сопродюсером — австрийская Epo-Film. Производство финансировалось Фондом кинематографического телевидения Баварии, Австрийским телевизионным фондом, Фондом кино земли Зальцбург, Комиссией и фондом по кинематографии CINESTYRIA и Комиссией по кинематографии Граца.
Для понимания работы полиции и верного отображения психологии преступника сценаристы консультировались с немецкоим полицейским аналитиком Александром Хорном.
Съемки второго сезона начались в январе 2020 года, но после 40 дней работ были приостановлены из-за пандемии COVID-19, возобновившись осенью.
Съемки третьего сезона начались в июне 2022 года и продолжались до октября 2022 года. Премьера первых двух серий третьего сезона состоялась 20 апреля 2023 года в венском кинотеатре Гартенбаукино.

## Показ
Премьера сериала прошла 21 сентября 2018 года на телевизионном фестивале «Трайбека», австрийская премьера прошла 15 января 2019 года в венском дворце Урания. германская — 16 января в мюнхенском Глорияпалац.
Премьерный телевизионный показ прошёл 25 января 2019 года на телеканале Sky 1 и 1 декабря — на общенациональном ZDF.
20 февраля 2019 года стало известно о заказе второго сезона, съемки которого были запланированы на зиму 2019/20. Первый показ второго сезона состоялся на канале Sky 21 января 2022 года.
Третий и последний сезон впервые транслировался на канале Sky One с 4 мая 2023 года по 15 июня 2023 года. С 27 мая последние три эпизода были доступны для просмотра на стримингах Sky GO и WOW.

## Критический приём

### Первый сезон
Анна-Мария Вальнер из австрийской газеты Die Presse посчитала, что опасения по поводу затянутости развеялись уже после дебютной серии. Кинокритик отметила смелый и необычный ход, по которому зритель уже с третьей серии знал истинного убийцу. По её мнению напряжение сериала сохранялось за счёт сильных образов и мрачной атмосферы. Первая сцена сериала напомнила ей об обнаружении машины с 50 трупами беженцев в Парндорфе..
Кинокритик Оливер Кевер в статье для немецкого Spiegel Online отметил развитие сериала от серии к серии и усложнение образа главных героев, а также учёт современных реалий (интернет-популизм, цифровая слежка). Журналист отметил заимстование драматургических приёмов из фильмов «Молчание ягнят» и «Семь».
Тилманн П. Ганглофф в материале для немецкого сайта Tittelbach.tv указывал, что сериал начинает отходить от наследия «Моста» уже в первых сериях. Особого внимания обозревателя заслужили саундтрек, операторская работа, монтаж и актёрская игра.
Обозревательница южногерманской газеты Süddeutsche Zeitung Клаудия Тишки выделила особенную атмосферу сериала, который сочла захватывающим и исключительно совершенным. Отдельной похвалы была удостоена актёрская работа Николаса Офчарека.
Журналист «Российской газеты» Алексей Литовченко посчитал, что «Перевал» ближе к «Настоящему детективу», чем к первоисточнику. По его мнению, уже в первом сезоне австро-германский проект превзошёл установленную «Мостом» и его ремейками планку
Татьяна Алешичева в обзоре для Коммерсантъ-Weekend посчитала главными отличиями сериала от «Моста» то, что это не детектив whodunit и, что авторы «Перевала» предпочли интриге саспенс — прием, позволяющий зрителю видеть опасность, которой не видит герой.